# 甲烷湖

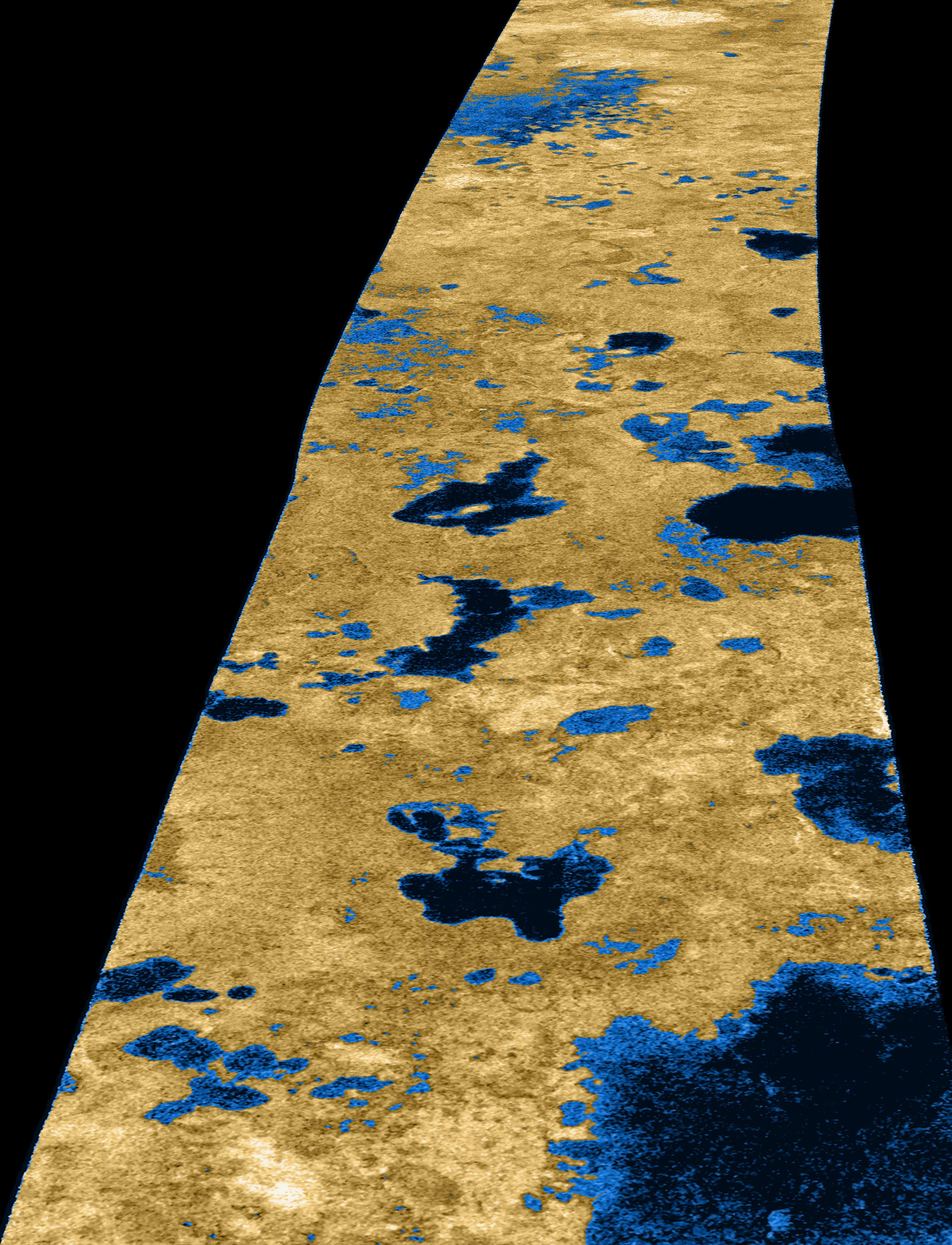
卡西尼拍摄的甲烷湖图片

甲烷湖是由液态甲烷聚集形成的湖，目前发现的主要在土卫六（土星卫星）上。初時，它的液态甲烷迹象由哈勃和其他太空望远镜发现，但证据未算充足，之後才獲太空探测器卡西尼－惠更斯号證實。目前发现最大的甲烷湖「克拉肯海（Kraken Mare）」位于土卫六的北极地帶，另一个也很大的「安大略湖（Ontario Lacus）」位于土卫六南极附近；现在得到确认并命名的甲烷湖很多。

## 相关链接
- （简体中文）泛舟泰坦星甲烷湖 （页面存档备份，存于）